# 1997年の文学
1997年の文学（1997ねんのぶんがく）は、1997年（平成9年）の文学についてまとめた記事である。

## できごと
- 1月13日 - 妹尾河童の『少年H』が講談社より発売される[1]。同書はトーハン発表の「1997年年間ベストセラー」総合8位を記録した[2]。
- 1月16日 - 第116回芥川龍之介賞・直木三十五賞（1996年下半期）の選考委員会開催。
- 8月 - 「青空文庫」が開設される[3]。
- 10月 - 三島由紀夫と川端康成が交わしていた94通の書簡が雑誌『新潮』に掲載[4]。

## 賞

### 芥川賞・直木賞
第116回（1996年下半期）
- 芥川賞 - 柳美里『家族シネマ』、辻仁成『海峡の光』
- 直木賞 - 坂東眞砂子『山妣』

第117回（1997年上半期）
- 芥川賞 - 目取真俊『水滴』
- 直木賞 - 篠田節子『女たちのジハード』、浅田次郎『鉄道員』

### その他の賞
- 谷崎潤一郎賞（第33回） - 保坂和志『季節の記憶』、三木卓『路地』
- 泉鏡花文学賞（第25回） - 村松友視『鎌倉のおばさん』、京極夏彦『嗤う伊右衛門』

## 1997年の本

### 小説
- 宇江佐真理 『幻の声』（文藝春秋）
- 恩田陸 『三月は深き紅の淵を』（講談社）
- 貴志祐介 『黒い家』（角川書店）
- 京極夏彦 『嗤う伊右衛門』（中央公論社）
- 桐野夏生 『OUT』（講談社）
- 鷺沢萠 『君はこの国を好きか』（新潮社）
- 佐藤愛子 『風の行方』（毎日新聞社）
- 佐藤亜有子 『生贄』（河出書房新社）
- 佐藤多佳子 『しゃべれども しゃべれども』（新潮社）
- 篠田節子 『女たちのジハード』（集英社）
- 高村薫 『レディ・ジョーカー』（毎日新聞社）
- 富岡多恵子 『ひべるにあ島紀行』（講談社）
- 姫野カオルコ 『受難』（文藝春秋）

### 評論
- 加藤典洋 『敗戦後論』（講談社）
- 三島由紀夫『芝居の媚薬』（角川春樹事務所）

### その他
- 川端康成・三島由紀夫『川端康成・三島由紀夫 往復書簡』（新潮社）
- 岸田今日子 『妄想の森』（文藝春秋）
- 多木浩二 『シジフォスの笑い』（岩波書店）
- 俵万智 『チョコレート革命』（河出書房新社）
- 手塚治虫 『ぼくのマンガ人生』（岩波新書）
- 中西輝政 『大英帝国衰亡史』（PHP研究所）
- 村上春樹 『アンダーグラウンド』（講談社）、『若い読者のための短編小説案内』（文藝春秋）
- 村上春樹・和田誠 『ポートレイト・イン・ジャズ』（新潮社）

## 物故

### 1月 - 3月
- 1月6日 - 宇野利泰、日本の翻訳家。87歳没。
- 1月26日 - 藤沢周平、山形県出身の小説家。69歳没。
- 3月7日 - 中山容、日本の翻訳家。65歳没。
- 3月15日 - 大庭さち子、京都府出身の小説家。92歳没。
- 3月21日 - ウィルバート・オードリー、イギリスのキリスト教聖職者・児童文学者。85歳没。
- 3月22日 - 内田莉莎子、日本の翻訳家・児童文学者。68歳没。

### 4月 - 6月
- 4月5日 - アレン・ギンズバーグ、米国の詩人。70歳没。
- 6月8日 - ジョージ・ターナー、オーストラリアの小説家・評論家。80歳没。
- 6月13日 - 宮本美智子、日本のノンフィクション作家・翻訳家。51歳没。
- 6月16日 - 住井すゑ、日本の小説家。95歳没。

### 7月 - 9月
- 7月1日 - 井上友一郎、大阪府出身の小説家。88歳没。
- 8月2日 - ウィリアム・S・バロウズ、米国の小説家。83歳没。
- 8月5日 - 赤松月船、岡山県出身の詩人・僧侶。100歳没。
- 8月26日 - 新庄嘉章、日本のフランス文学者・翻訳家。92歳没。
- 9月2日 - 上崎美恵子、日本の児童文学作家。72歳没。
- 9月2日 - ヴィクトール・フランクル、オーストリアの精神科医。『夜と霧』の著者として知られる。92歳没。
- 9月14日 - 青海健、日本の文芸評論家。44歳没。

### 10月 - 12月
- 11月5日 - アイザイア・バーリン、イギリスの哲学者。ラトビア出身のユダヤ人で、1919年以降イギリスに住むようになった。88歳没。
- 11月25日 - ジョン・シルキン、イギリスの詩人。66歳没。
- 11月26日 - 奥野健男、東京府出身の文芸評論家。71歳没。
- 11月30日 - キャシー・アッカー、米国の作家。50歳没。
- 12月20日 - 伊丹十三、京都市出身の俳優、映画監督、エッセイスト。64歳没。
- 12月25日 - 中村真一郎、日本の小説家・評論家。79歳没。
- 12月30日 - 星新一、東京市出身の小説家。71歳没。